# Slag om Baasrode
De Slag om Baasrode vond plaats op 14 augustus 1579 en is te kaderen in de Tachtigjarige Oorlog.

## Achtergrond
Baasrode was een belangrijke achterhaven van Antwerpen en in de onmiddellijke nabijheid van de vestingstad Dendermonde.
Tijdens de Tachtigjarige Oorlog gaf Willem van Oranje het bevel troepen te sturen naar Baasrode en rondom de Baasroodse haven om zo een versterkte vesting te vormen tegen de militaire dreiging in de Scheldestreek.
Het dorp kreeg op 19 februari 1567, tijdens de Beeldenstorm te Baasrode, te maken met een vloot protestantse vluchtelingen die de Sint-Ursmaruskerk vernielden. Het incident deed toentertijd veel stof opwaaien in Vlaanderen.

## De veldslag
Toen de koningsgezinden een bericht onderschepten waaruit bleek dat Willem van Oranje tijdens een doorreis zou overnachten in het havendorp en mogelijk aanstalten maakte om richting Dendermonde te trekken, besloot de graaf van Egmont Filips van Egmont met een kleine legermacht Baasrode aan te vallen.
Op het moment dat de koningsgezinden daadwerkelijk Baasrode naderden, bleken de verdedigers en de door hun opgeworpen verdediging niet opgewassen tegen de numeriek superieure Spaanse troepen. Verwachte versterkingen bleven uit en Baasrode werd na een twee uur durende strijd veroverd.
Willem van Oranje wist ternauwernood aan gevangenneming door Spaanse troepen te ontkomen. Hij vluchtte naar zijn maritieme escorte, die aan de haven voor anker lag.
Toen de volledige verdedigingslinie door de koningsgezinden onder de voet was gelopen, werd de gehele dorpskern (inclusief de Sint-Ursmaruskerk) door Malcontenten in brand gestoken.

## Nasleep
Hoewel het dorp tijdens de beeldenstorm in 1567 grotendeels gespaard bleef betekende de Slag om Baasrode een (tijdelijke) genadeklap voor het dorp. In 1590 woonden er nog slechts 47 gezinnen in de gemeente.
De Slag om Baasrode was bovendien een van de eerste heroveringen in de periode van Parma's negen jaren. In deze tijd heroverde de Spaanse generaal Alexander Farnese (de hertog van Parma) grote delen van de in opstand gekomen Spaanse Nederlanden.

## Historische bronnen
- Jan van den Vivere, Chronijcke van Ghendt, ed. F. de Potter, Gent, 1885, p. 276:
"Ende up desen zelven XIIII Augustij wiert Baesrode jnneghenomen ende meest alle de borghers met vier veendelen soldaeten vermoort ende het repas verbrant.
...Jn dit zelve jaer, den XV Ougste, was eenen soldaet upden Coorenaert ghehanghen om dat hem de boeren hadden moeten eenen ducaet ofte twee gheven eer hij eten wilde."
- Philips de Kempenare, Vlaemsche kronijk: of Dagregister van al het gene gedenkweerdig voorgevallen is, binnen de stad Gent, sedert den 15 July 1566 tot 15 Juny 1585, Gent, 1839, p. 234:
"Den 15 werd de feestdag van Onze Vrouwen Hemelvaert achtergelaten, en S. Lievenspoort bleef gesloten, mits men hoorde dat de ruiters van den graef van Egmont, te Moortzeele en Lemberge plonderden, en de rijkste boeren medeleidden. Alzoo hebben de Walen Basserode, by Dendermonde, voor een deel verbrand, en de landslieden werden van alle zyden jammerlijk geplaegd; dus werden hunne vruchten verdorven, hunne beesten weggedreven, en zy geslagen en gebrandschat ; om deze en diergelyke moedwilligheden, werd van dage een soldaet, op de Koornmerkt, gehangen."
- Mémoires anonymes sur les troubles des Pays-Bas: 1565-1580, ed. J.B.F. Blaes - introd. annot. A. Henne, IV, Brussel, 1864, pp. 263---266, 268:
"Le 14 dudict mois d’oust 1579, lesdictz Espaignolz ou leurs adhérens des Pays Bas, estans de l’armée dudict seigneur prince de Parme, passez en Flandre, près dudict Bruxelles, comme dict est, sur prendent le port de Basserode de grand matin, au poinct de ce jour, le assaillant par deux ou trois costez et signamment du costé de l’eau, par la basse marée, par où entrèrent la chevallerie d’iceulx assaillans, et par ung aultre costé allant vers ledict Termonde surprindrent incontinent une grand maison estant près des tranchiz, qu’ilz de dedens avoient faict à la haste, tellement qu’ilz de Basserode ne se pouvoient tenir èsdictz tranchiz, et du costé de la dicque allant vers Mallines, estoient aussy escarmussiez, ne pouvant entrer nulle part pour la vaillante résistence que faisoient ceulx de dedens qui estoient en nombre de trois enseignes, soubz les capitaines Balde, Schurbrant et ung aultre absent: mais après avoir valeureusement tenu environ deux heures, furent vaincuz et mestriez desdictz assaillans de pluiseurs charges à la foulle de tous costez, le plus par le moyen de ladicte chevallerie, qui estoit entrée, comme dict est, par la basse marée; que les conducteurs capitaines de dedens ne avoient esté advisez par certain ingéniaire y envoyé pour ordonner et acconduire la façon des trenchiz et bolewertz que l on y faisoit assez tardt encommencher; signamment de ne l’avoir pourveu de quelques faulcouneaux et munitions y requises, pour deffendre la place; mais quoy! l'on n’y entendoit en court que à l’extrême nécessité, comme s’estoit faict des aultres places perdues, comme dessus, par trop grande lâcheté et négligence. Et sembloit, disoit ledict peuple, que c’estoit assez aux seigneurs de la court et aultres conducteurs des gens de guerre, du moings la plus grande partie d’iceulx, de demander par exactions une infinité d’argent, de piller et aultrement fouller et ruyner les povres gens, sans avoir convenable soing de les garder et deffendre, pour le bien et repos de la généralité, de sorte que lesdictz malcontens, assçavoir Espaignolz et aultres de leur sorte, estant environ de mil hommes de piedt et de cheval, prindrent ainsy ladicte place de Basserode à assez chier coust de leurs gens. Lesdictz de dedens estans environ 250 soldatz et aucuns païsans y estans retirez furent desfaictz et aucuns nyez; quelques-ungs, environ le tiers d’iceulx de dedens se sauvèrent vers Termonde, abandonnant aucuns d’eulx leurs accoustremens et armes, courans en chemise ne se veullans deffendre avecq les aultres qui feirent leur debvoir, assçavoir, lesdictz capitaines Balde, d’Ypres, et Schurbrant, Hollandois, avecq leurs gens, tant qu’iceulx capitaines y demeurèrent morts; en ladicte place l’on ne estoit certain de la mort dudict capitaine Balde; aucuns tenoient qu’il estoit prisonnier avecq quelques aultres officiers d’icelles deux compaignies. ---------------------------------------------------------------------------------------------------------------------------------Le lendemain 15 dudict mois d’aoust, approchent lesdictz du seigneur la Noue en nombre de 28 enseignes et suivyz de quelques compaignies d’Escossois, près dudict Basserode abbandonné desdictz Espaignolz et de leurs alliez, environ deux heures après qu’ilz l’eurent gaigné, après avoir bouté le feu, n’osant attendre la venue de ceux du seigneur la Noue qui avoit aussy en ses armes environ trois cens chevaulx de lanches et harquebouses."
- Brief van de calvinistische vluchteling Jacques de Somere uit Gent aan de Engelse diplomaat William Davison [en], gedateerd 16 augustus 1579 (origineel in het Frans): "... Count Egmont has entered the place with 7 ensigns and some cavalry. His people and their Walloon allies have since taken by force the port of Basterode, half-a-league from Termonde, thinking to catch his Excellency there ; and indeed the report was that he was to go to Termonde (il debvoit pour T.) in the night, and the port was seized at daybreak. Seeing that their design had failed, they burnt the whole place and left it, not being able to hold it, being under the guns of the ships of war that had been placed on the river. ..." Elizabeth: August 1579, 16-31, in A.J. Butler (ed.), Calendar of State Papers Foreign: Elizabeth, XIV, Londen, 1904, pp. 43-52: